# Sender Wittekindsberg
Der Sender Wittekindsberg – vom Westdeutschen Rundfunk Köln (WDR) als Sender Bad Oeynhausen bezeichnet – ist eine Rundfunk-Sendeanlage auf dem Wittekindsberg westlich der ostwestfälischen Stadt Porta Westfalica. Er dient zur Ausstrahlung der Hörfunkprogramme von WDR und Deutschlandfunk (DLF) in analoger (FM auf Ultrakurzwelle/Band II) und/oder digitaler (DAB+ auf Band III) Technik.
Vom Fernmeldeturm Jakobsberg auf der östlichen Seite der Porta Westfalica werden weitere Hörfunkprogramme und zusätzlich öffentlich-rechtliche Fernsehprogramme im Digitalstandard DVB-T2 HD ausgestrahlt.

## Beschreibung
Der Gittermast mit quadratischer Grundfläche ist ein ehemaliger Funkleitturm, der am Eggeweg auf dem Kamm des Wittekindsberges errichtet wurde. Er ragt weit über die Baumwipfel hinaus und ist vom Landschaftsverband Westfalen-Lippe als raummarkiernd eingeschätzt worden.

## Frequenzen und Programme

### Analoger Hörfunk (UKW)
Vom Wittekindsberg aus werden Hörfunkprogramme auf folgenden UKW-Frequenzen ausgestrahlt:
| Programm        | Region                   | Frequenz (MHz) | ERP (kW) |
| --------------- | ------------------------ | -------------- | -------- |
| 1 Live          | Nordrhein-Westfalen      | 107,7          | 0.1      |
| WDR 2           | Bielefeld / Ostwestfalen | 99,1           | 0.1      |
| WDR 3           | Nordrhein-Westfalen      | 92,7           | 0.1      |
| WDR 4           | Bielefeld                | 90,1           | 0.1      |
| WDR 5           | Nordrhein-Westfalen      | 87,7           | 0.1      |
| Deutschlandfunk | –                        | 93,9           | 0.05     |

### Digitaler Hörfunk (DAB)
DAB beziehungsweise der Nachfolgestandard DAB+ wird in vertikaler Polarisation und im Gleichwellenbetrieb mit anderen Sendern ausgestrahlt. Am 29. August 2012 erfolgte der Wechsel von DAB-Kanal 12D auf DAB-Kanal 11D. Über diesen wird derzeit der Multiplex Radio für NRW mit diversen Programmen des WDR mit einer Leistung von 0,5 kW ERP gesendet; bis 2015 wurde auch Radio Impala ausgestrahlt.
| Block                        | Programme (Datendienste) | ERP (kW) | Antennen- diagramm rund (ND), gerichtet (D) | Polarisation horizontal (H)/ vertikal (V) | Gleichwellennetz (SFN) |
| ---------------------------- | --- | -------- | ------------------------------------------- | ----------------------------------------- | --- |
| 11D Radio für NRW (D__00236) | - 1 Live (88 kbps) - 1 Live diggi (88 kbps) - WDR 2 Rhein-Ruhr (RR) (88 kbps) - WDR 2 Ostwestfalen-Lippe (OW) (88 kbps) - WDR 2 Südwestfalen (SW) (88 kbps) - WDR 3 (120 kbps) - WDR 4 Rhein-Ruhr (RR) (88 kbps) - WDR 4 Ostwestfalen-Lippe (OW) (88 kbps) - WDR 4 Südwestfalen (SW) (88 kbps) - WDR 5 (88 kbps) - WDRcosmo (80 kbps) - WDR Maus (80 kbps) - WDR Event (56 kbps) - WDR EPG (8 kbps) - ARD TPEG (16 kbps) | 0,5      | ND                                          | V                                         | - Region Aachen: Aachen (Stolberg-Donnerberg), Eifel (Dahlem-Bärbelkreuz) - Bergisches Land: Engelskirchen (Hohe Warte), Gummersbach (Kerberg), Remscheid (Hohenhagen), Wuppertal (Auf der Königshöhe) - Rheinland: Bonn (Venusberg), Köln (Kölnturm) - Rhein-Ruhr: Düsseldorf (Rheinturm), Gelsenkirchen-Scholven, Kleve (Bresserberg), Langenberg (Hordtberg), Viersen (Süchtelner Höhen) - Ruhrgebiet: Dortmund (Florianturm) - Münsterland: Ibbenbüren (Blomenkamp), Münster (Nottuln-Baumberge), Oelde (Mackenberg), Schöppingen - Ostwestfalen-Lippe: Bad Oeynhausen (P.Westf.-Wittekindsberg), Bielefeld (Hünenburg), Herford (Eggeberg), Höxter (Holzminden), Stemwede (Arrenkamp), Teutoburger Wald (Bielstein), Warburg, Willebadessen (Eggegebirge) - Südwestfalen: Arnsberg (Schlossberg), Biedenkopf (Sackpfeife), Ederkopf (Oberste Henn), Hallenberg (Bollerberg), Hochsauerland (Hunau), Lennestadt (Kuhhelle), Meschede, Nordhelle, Olsberg, Siegen (Giersberg) |

### Analoges Fernsehen (PAL)
Vor der Umstellung auf DVB-T war dort ein Füllsender für analoges Fernsehen installiert.
| Kanal | Frequenz (MHz) | Programm        | ERP (kW) | Sendediagramm rund (ND)/ gerichtet (D) | Polarisation horizontal (H)/ vertikal (V) |
| ----- | -------------- | --------------- | -------- | -------------------------------------- | ----------------------------------------- |
| 5     | 175,25         | Das Erste (WDR) | 0,25     | D                                      | H                                         |